# Baumfrevel

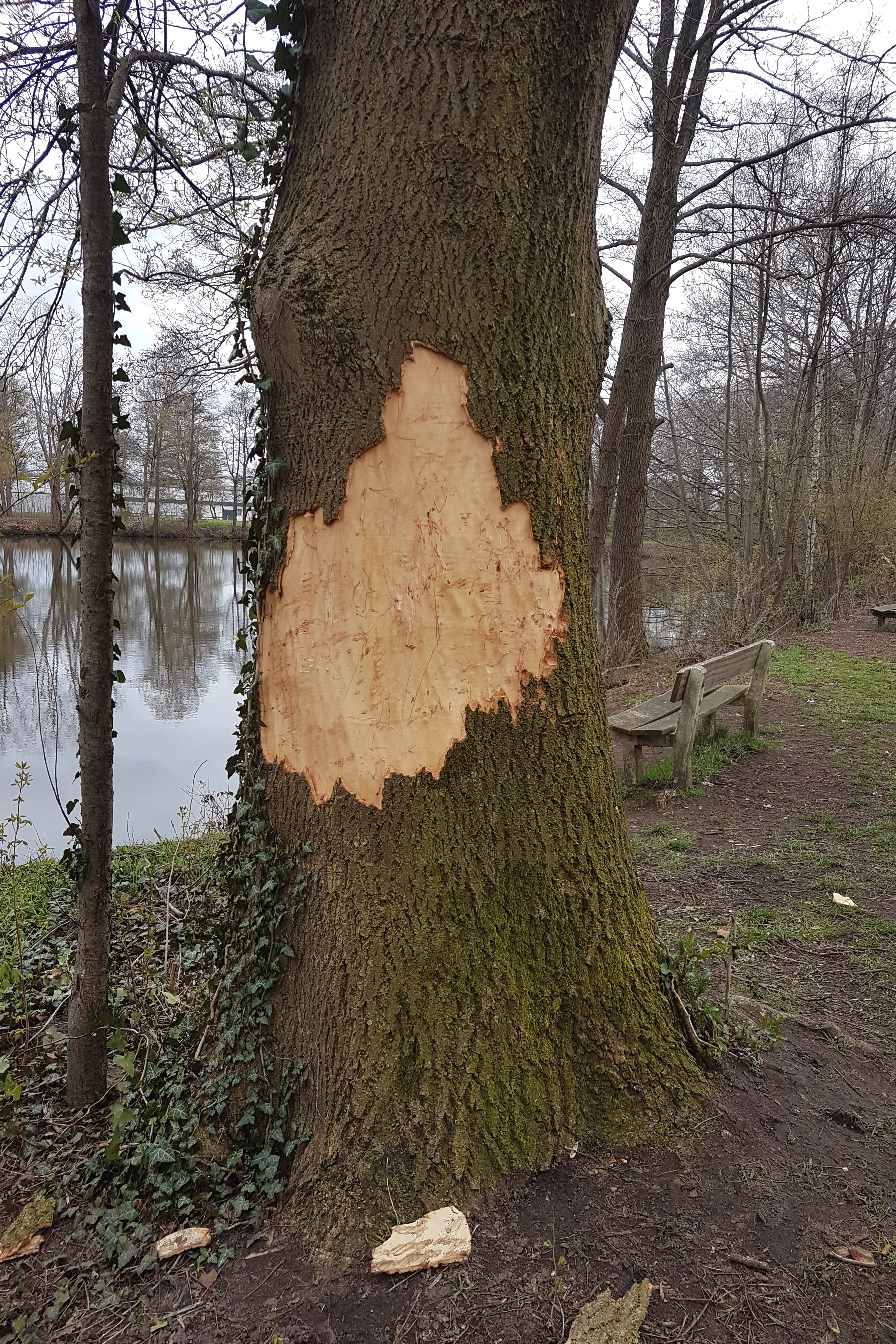
Baumfrevel an einer Eiche

Unter Baumfrevel versteht man die unerlaubte absichtliche Beschädigung bzw. Fällung von Bäumen.
Baumfrevel sind oft dem ungerichteten Vandalismus zuzurechnen, zuweilen kommt es jedoch auch zu zielgerichteten Aktionen gegen missliebige Straßen- oder Parkbäume.

## Rechtliche Situation

### Deutschland
In Deutschland kann Baumfrevel als Sachbeschädigung strafbar sein. Daneben findet ggf. eine Baumschutzsatzung Anwendung.

### Schweiz
Sofern der Eingriff am Baum nicht durch das Kapprecht (Art. 687 Abs. 1 ZGB) gedeckt ist, kann ein solcher als Sachbeschädigung gewertet werden und Schadenersatz gemäß Art. 43 Abs. 1 OR auf juristischem Wege eingefordert werden.

## Geschichte
Die Germanen kannten Baumheiligtümer, deren Beschädigung ein hohes Vergehen sein konnte. Die Ahndung musste allerdings nicht durch Menschen erfolgen, sondern konnte als Androhung einer göttlichen Strafe verhängt werden. Als Bonifatius im Jahre 724 die Donareiche bei Geismar als Sinnbild des Heidentums fällte, die Strafe der Götter aber ausblieb, war dies ein Etappensieg der christlichen Missionierung.
Im Mittelalter drohten Frevlern an Schmerbäumen (=„Fett-Bäume“), deren Früchte für Menschen essbar waren oder der Schweinemast dienten (Eicheln – siehe Eichelmast, Bucheckern), teils drakonische Strafen wie Handabschlagen.

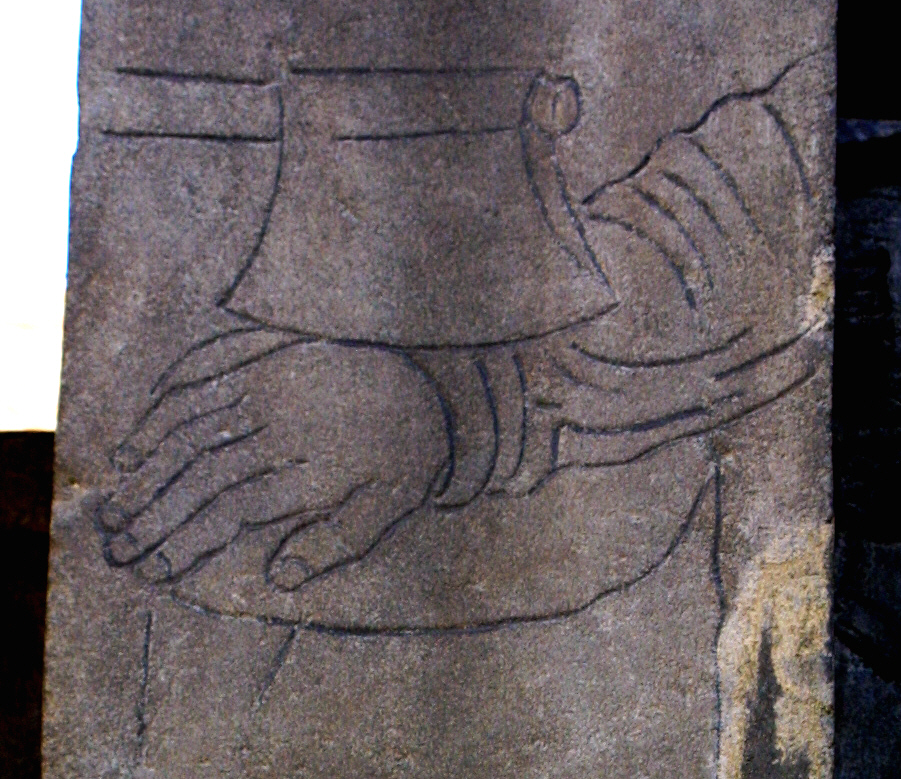
Handabschlagen

## Baumfrevel in der Kunst
In Wagners Ring des Nibelungen wird unter anderem der Baumfrevel Wotans an der Weltesche thematisiert.